# エンドリン
エンドリン（英: endrin）は、化学式C12H8Cl6Oで表される有機塩素化合物。ディルドリンとは立体異性体の関係にある。

## 用途
日本では1954年6月3日に殺虫剤として、1963年1月23日に殺鼠剤として農薬登録を受けた。野菜のアオムシやアブラムシ、カメムシ、果樹のハマキムシの駆除に使われたが、その後1971年に作物残留性農薬および水質汚濁性農薬に指定され、柑橘類の幼木以外への使用が禁止され、1973年6月22日に殺鼠剤として登録失効。1975年12月18日には殺虫剤としても登録が失効した。1981年には化審法により特定化学物質に指定され、全ての用途での製造・販売および使用が禁止された。日本以外では大半がワタに用いられた他、テンサイやタバコ、穀類の栽培にも使われた。環境に対する影響が大きいため、多くの国で使用が禁止されている。

## 合成
ヘキサクロロシクロペンタジエンから多段階の経路で合成される。

## 安全性
日本の毒物及び劇物取締法では毒物に分類されている。半数致死量（LD50）はラットへの経口投与で6.54mg/kg、ラットへの経皮投与で8.07mg/kg以上。摂取した場合には中枢神経に影響し、眩暈や脱力感、嘔吐、痙攣などの症状が生じる。皮膚からも吸収される。
不燃性だが、245℃以上で分解し、塩化水素やホスゲンを生じる。
1970年9月10日、京浜地区へ出荷されたキュウリから許容基準値を上回るエンドリンが検出されて問題視された。

## 環境への影響
残留性有機汚染物質に関するストックホルム条約により、残留性有機汚染物質に指定されている。ピンクシュリンプに対する96時間半数致死濃度（LC50）は0.000037mg/Lと水生生物に対し非常に強い毒性があり、脂溶性のため魚介類などで生物濃縮が起こる。
化学物質の審査及び製造等の規制に関する法律 (化審法) 昭和四十八年 法律百十七号 第二条 2により第一種特定化学物質として指定されている